# SES-10
SES-10 ist ein kommerzieller Kommunikationssatellit, den der europäische, in Luxemburg ansässige Satellitenbetreiber SES S.A. von Airbus Defence and Space anfertigen ließ, um Südamerika von einer geostationären Umlaufbahn auf 67° West aus über das Ku-Band mit Kommunikationsdienstleistungen zu versorgen.

## Wiederverwendung der Falcon-Erststufe
Die SES-10-Mission vom 30. März 2017 ist insofern historisch, als dass zum ersten Mal in der Geschichte der Raumfahrt das von SES mit dem Transport des Satelliten in den Weltraum beauftragte Raumfahrtunternehmen SpaceX eine Rakete einsetzte, deren erste Stufe bereits einmal (in der Mission CRS-8) ins All geflogen und von dort wieder zurückgeflogen und auf einem Drohnenschiff von SpaceX gelandet war. In der ersten Stufe der Falcon-9-Rakete von SpaceX sind 9 der 10 Merlin-Triebwerke eingebaut und auch die großen Tanks für die Hauptmasse des für die Mission eingesetzten Raketenkerosins und Flüssigsauerstoffs sowie große Turbopumpen. Die Erststufe repräsentiert etwa 80 Prozent des Wertes der Gesamtrakete. Bis zu diesem Flug konnten die mit großen Kosten gebauten Raketen nur ein einziges Mal eingesetzt werden, ein Hauptgrund für die ungeheuren Kosten der Raumfahrt. Mit der wiederaufgearbeiteten Erststufe der Falcon 9 gelang sowohl der Transport der Zweitstufe und der Nutzlast ins All als auch eine erneute Landung auf einem der beiden Autonomous spaceport drone ship von SpaceX, der Of Course I Still Love You, im Atlantischen Ozean. Der Start der Rakete erfolgte zuvor vom Kennedy Space Center Launch Complex 39A.
Bei diesem Start wurde laut Gwynne Shotwell, President bei SpaceX, bei der gebrauchten Ersten Stufe über die Hälfte der Kosten im Vergleich zu einer neuen Stufe gespart.

## Landeversuch der Nutzlastverkleidung
Bei diesem Flug wurde zum ersten Mal versucht die Nutzlastverkleidung wieder kontrolliert in die Erdatmosphäre eintreten zu lassen und dann zu bergen. Dies gelang auch bei einer Hälfte der Nutzlastverkleidung.

## Der Satellit
Mit dem SES-10 ersetzt der Betreiber seine Satelliten AMC-3 und AMC-4. Der 5,3 Tonnen schwere Satellit trägt 55 Transponder, die im Ku-Band senden, und ist der 45. Satellit von Airbus Defence and Space, der auf der Eurostar-E3000-Plattform beruht, der 10. mit elektrischem Antrieb und auch der 10., den der Hersteller für SES fertigt. Die Schubkraft seines elektrischen Antriebs, mit der er seine Bahn stabilisiert, beträgt 13 kW. Der Satellit ist für eine Lebensdauer von über 15 Jahren ausgelegt. Die Position von 67° West beruht auf einer Vereinbarung von SES mit der Andengemeinschaft (früher Andenpakt), der als Mitglieder die Staaten Bolivien, Kolumbien, Ecuador und Peru angehören. In Auftrag gegeben wurde der Satellit von SES im Februar 2014.
Nach umfangreichen Tests im Orbit ging der Satellit am 15. Mai 2017 in Betrieb.

## Der erste Flug einer schon gebrauchten Rakete
Gwynne Shotwell, Präsidentin und COO von SpaceX erklärte: „Wir sind begeistert, den erfolgreichen Start einer flugerprobten Falcon 9 erreicht zu haben. Dies ist ein historischer Meilenstein auf dem Weg zur vollständigen und raschen Wiederverwendbarkeit. Es ist erfreulich, dass dieser Meilenstein mit SES gemeinsam mit einem Unternehmen erreicht wurde, das SpaceX und Innovation im Laufe der Jahre stets nach Kräften unterstützt hat.“